# Etničke grupe Portorika
Etničke grupe Portorika, oko 4.000.000 stanovnika (UN Country Population; 2008)
- Afroportorikanci 623,000
- Angloamerikanci	91,000
- Antilski kreoli, govore apiamentu	200
- Britanci	50
- Germanošvicarci	1,600
- Haićani	500
- Istočni Indijci	4,600
- Kinezi	2,100
- Kubanci	8,300
- Portorikanci	3,200,000
- Španjolci	4,200
- Talijani	1,700
- Židovi	1,500